# Trolleybus de Berne
Les trolleybus de Berne (en alémanique : Trolleybussystem Bern) font partie du réseau de transports en commun de la ville de Berne, en Suisse. Mis en service en 1940, le réseau de trolleybus comprend aujourd'hui trois lignes.

## Histoire
Le 3 décembre 1939, les électeurs de Berne décident d'introduire le trolleybus comme troisième mode de transport public urbain. Finalement, le système de trolleybus bernois entre en service le 29 octobre 1940.

## Lignes
Le réseau comprend trois lignes : 11, 12 et 20.
| 11 | Bern Bahnhof - Neufeld P+R   |
| 12 | Zentrum Paul Klee - Holligen |
| 20 | Wankdorf Bahnhof - Länggasse |

Du fait de sa forte fréquentation aux heures de pointe, le trafic de la ligne 20 est renforcée avec la ligne 18 entre la gare de Berne et Wyleregg. Ce service supplémentaire est assuré par des bus Diesel.

## Matériel roulant
Le matériel comprend des véhicules de la famille Hess Swisstrolley. Depuis 2018, Il est exclusivement composé de trolleybus Hess Swisstrolley Plus de 5ème génération acquis entre 2017 et 2018. La flotte comporte des véhicules à simple articulation (Hess Swisstrolley Plus BGT N2D) et à double articulation (Hess Swisstrolley 
Plus BGGT N2D).